# جسم مهره
جسم مهره یا تنه مهره (به انگلیسی: Vertebral body) قسمتی از یک مهره در ستون فقرات است که بخش جلویی (قدامی) هر مهره را تشکیل می‌دهد. قوس مهره‌ای (Vertebral arch) در عقب هر مهره در دو ناحیه به جسم مهره اتصال دارد. دیسک‌های بین مهره‌ای که خاصیت ارتجاعی دارند، بین جسم مهره‌ها قرارمی گیرند.

## نگارخانه

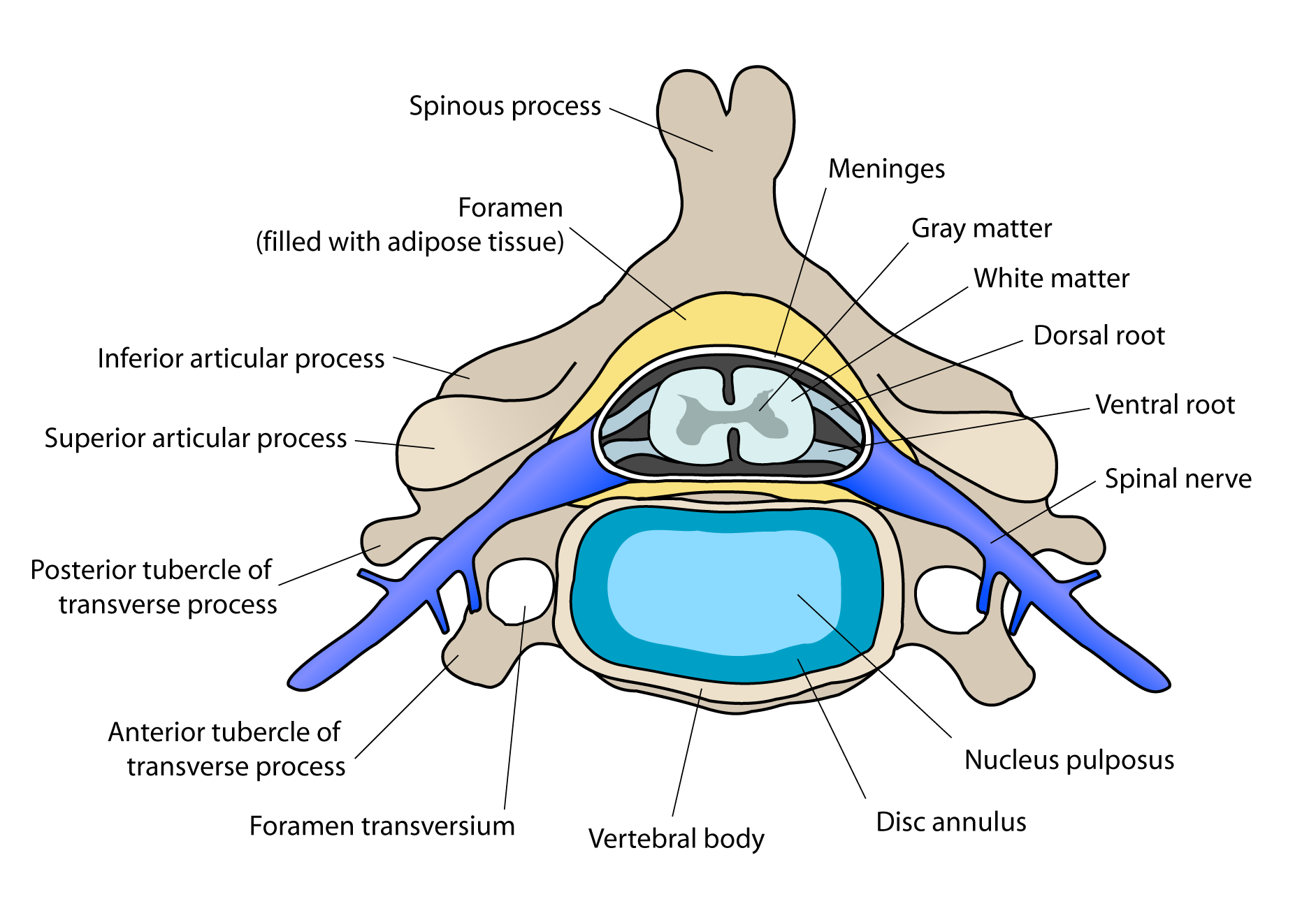